# 秋田県立鷹巣高等学校
秋田県立鷹巣高等学校（あきたけんりつ たかのすこうとうがっこう）は、秋田県北秋田市脇神にあった公立高等学校。2011年4月に秋田県立秋田北鷹高等学校へ統合し、2013年3月に閉校になった。

## 設置学科
- 全日制課程
  - 普通科

## 沿革
- 1927年（昭和2年）4月15日 - 鷹巣町立実科高等女学校として開校。
- 1943年（昭和18年） - 「鷹巣町立秋田県鷹巣高等女学校」に改称。
- 1948年（昭和23年） - 「鷹巣町立秋田県鷹巣高等学校」に改称。
- 1950年（昭和25年） - 「秋田県立鷹巣農林高等学校」へ統合。
- 1967年（昭和42年） - 普通科と家政科が「秋田県立鷹巣高等学校」として独立。
- 1982年（昭和57年） - 家政科を一時募集停止。
- 1983年（昭和58年） - 家政科の募集停止を解除。
- 1989年（平成元年） - 家政科を生活科学科に改称。
- 2005年（平成17年） - 生活科学科を募集停止。
- 2007年（平成19年） - 生活科学科を廃止。
- 2011年（平成23年）4月 - 生徒募集を停止。北秋田市の高校4校（当校のほかに、秋田県立鷹巣農林高等学校・秋田県立米内沢高等学校と北秋田市立合川高等学校→県に移管した上で）を統合し、「秋田県立秋田北鷹高等学校」を鷹巣農林高校のあった敷地およびその周辺用地に開校。
- 2013年（平成25年）3月31日 - 閉校。

## 部活動

### 運動部
- 剣道部、ソフトテニス部、バスケットボール部、バレーボール部、硬式野球部、サッカー部、陸上競技部、バドミントン部、柔道部

### 文化部
- 吹奏楽部、茶華道部

## アクセス
- JR奥羽本線鷹ノ巣駅より徒歩で約30分

## 出身者
- 嶺脇育夫 - タワーレコード株式会社社長
- 吾羽七朗 - 俳優
- 塚本鋼平 - バスケットボール指導者